# ハンノキ

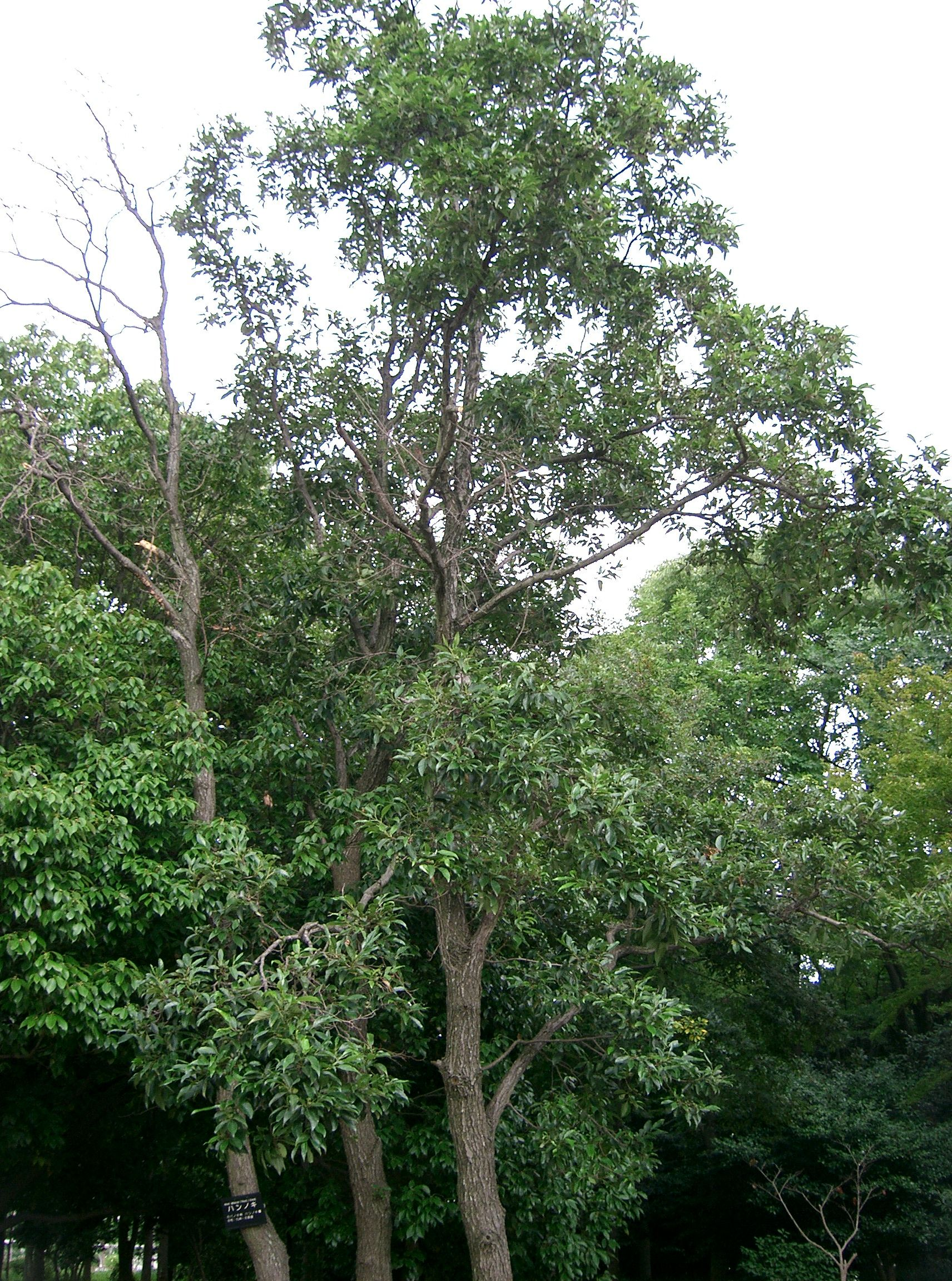
ハンノキの樹形(大阪府にて)

ハンノキ（榛の木、榛、赤楊、学名: Alnus japonica）は、カバノキ科ハンノキ属の落葉高木。水辺を好み、低地の湿地や水田のあぜなどに見られ、早春に尾状に垂れ下がった花をつける。樹皮や球果からタンニンや染料が採られる。

## 名称
古名を榛（はり）といい、ハンノキという名称はハリノキ（榛の木）が変化したものである。中国名は「日本榿木」。別名はヤチハンノキで、湿地のハンノキの意味でよばれている。岩手県の地方名にヤチバがある。
漢字表記に用いる「榛」はハシバミの漢名で、ハンノキに用いるのは日本独自の用法である。また、漢名に赤楊を当てたが、これは本来誤用である。
ハンノキの花言葉に、「忍耐」「剛勇」がある。

## 形態
落葉高木で、樹高は4 - 20メートル、直径60センチメートル (cm) ほど。湿地周辺部の肥沃な土地では、きわめてよく生長を示すものがあって、高さ30メートル、幹回りの直径1メートルを超す個体もあるが、湿地中央部に生える個体は成長は減退して大きくならない。樹皮は紫褐色から暗灰褐色で、縦に浅く裂けて剥がれる。葉は有柄で互生し、長さ5 - 13 cmの長楕円形から長楕円状卵形。葉縁には浅い細鋸歯があり、側脈は7 - 9対。葉の寿命は短く、緑のまま次々と落葉する。春先に伸びた1葉や2葉（春葉）の寿命は、以降に延びた葉（夏葉）よりも短いため6月から7月になると春葉が集中的に落葉する事が報告されている。
樹形にはいくつかのタイプが認められるという。
花期は冬の11 - 4月頃で、葉に先だって単性花をつける。雌雄同株で、雄花穂は枝先に1 - 5個付き、黒褐色の円柱形で尾状に垂れ下がる。雌花穂は楕円形で紅紫色を帯び、雄花穂の下部の葉腋に1 - 5個つける。花はあまり目立たない。また、ハンノキが密集する地域では、花粉による喘息発生の報告がある。
果実は松かさ状で1 - 5個ずつつき、10月頃熟すと長さ15 - 20ミリメートルの珠果状になる。松かさに似た小さな実が翌年の春まで残る。
冬芽は互生して、枝先につく雄花序と、その基部につく雌花序はともに裸芽で柄があり、赤みを帯びる。仮頂芽と測芽はどちらも葉芽で、有柄で3枚の芽鱗があり、樹脂で固まる。葉痕は半円形で維管束痕は3個ある。

ハンノキの画像
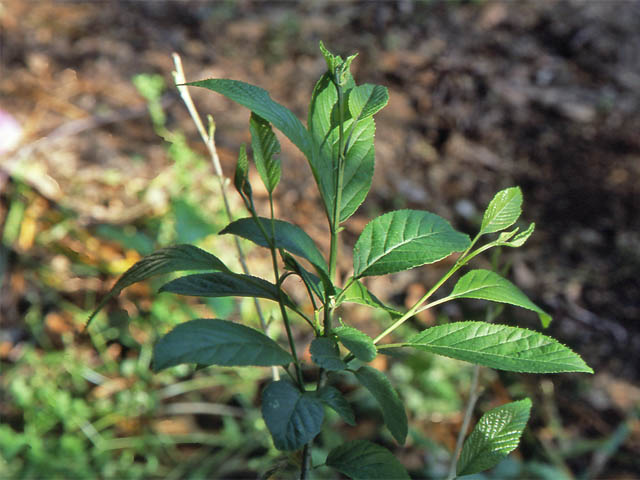
幼樹
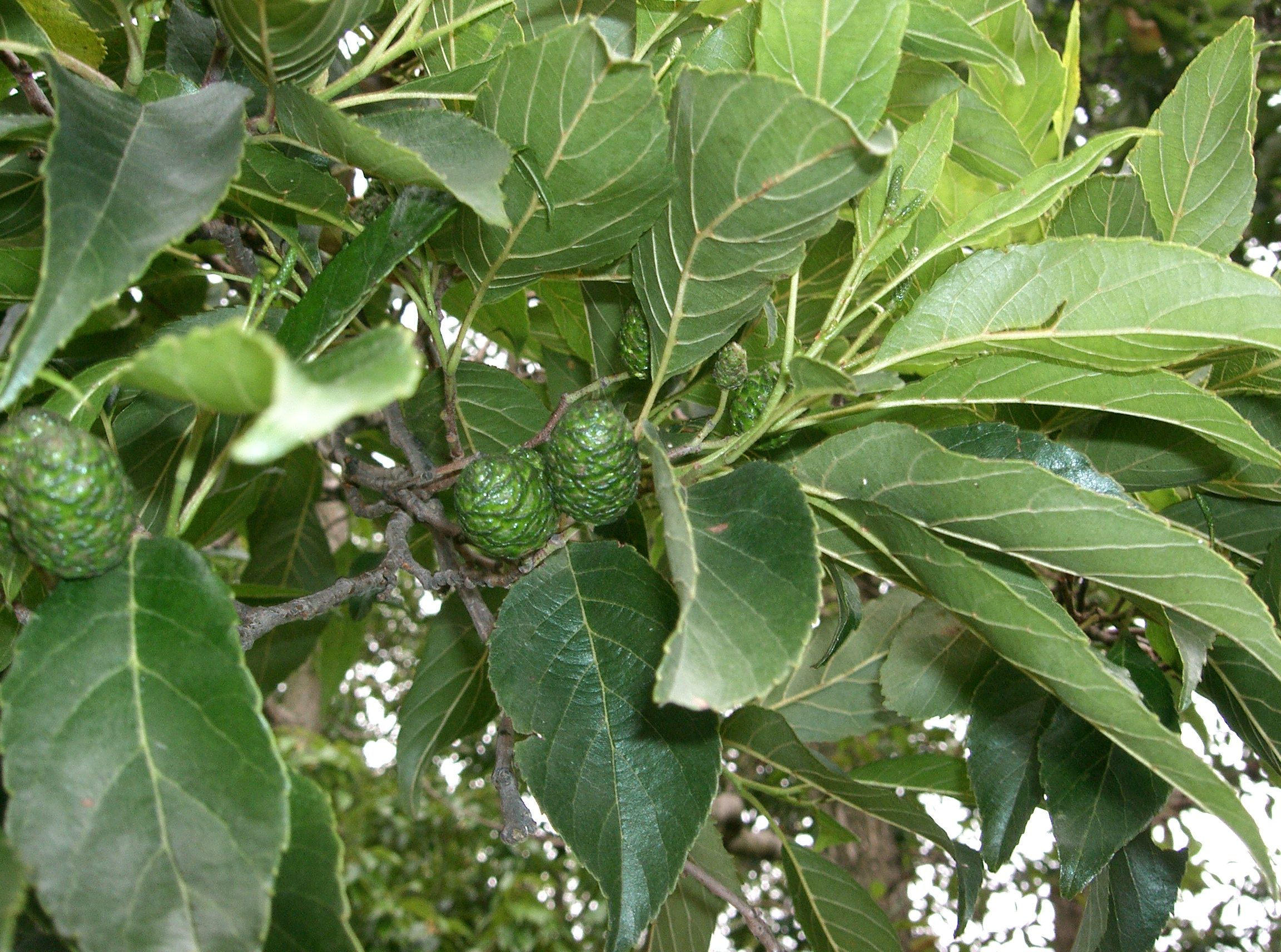
葉と未熟な雌花穂
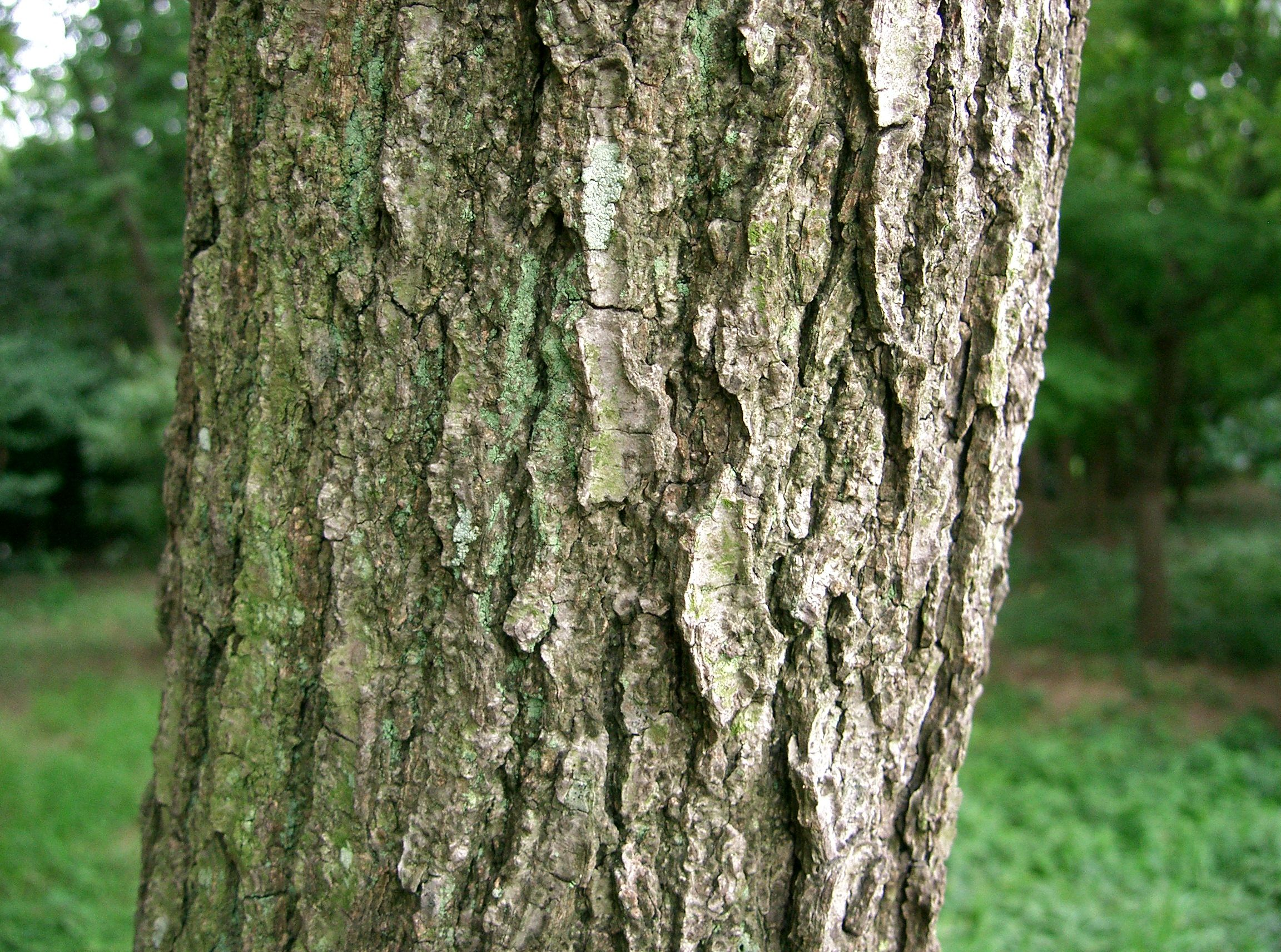
樹皮
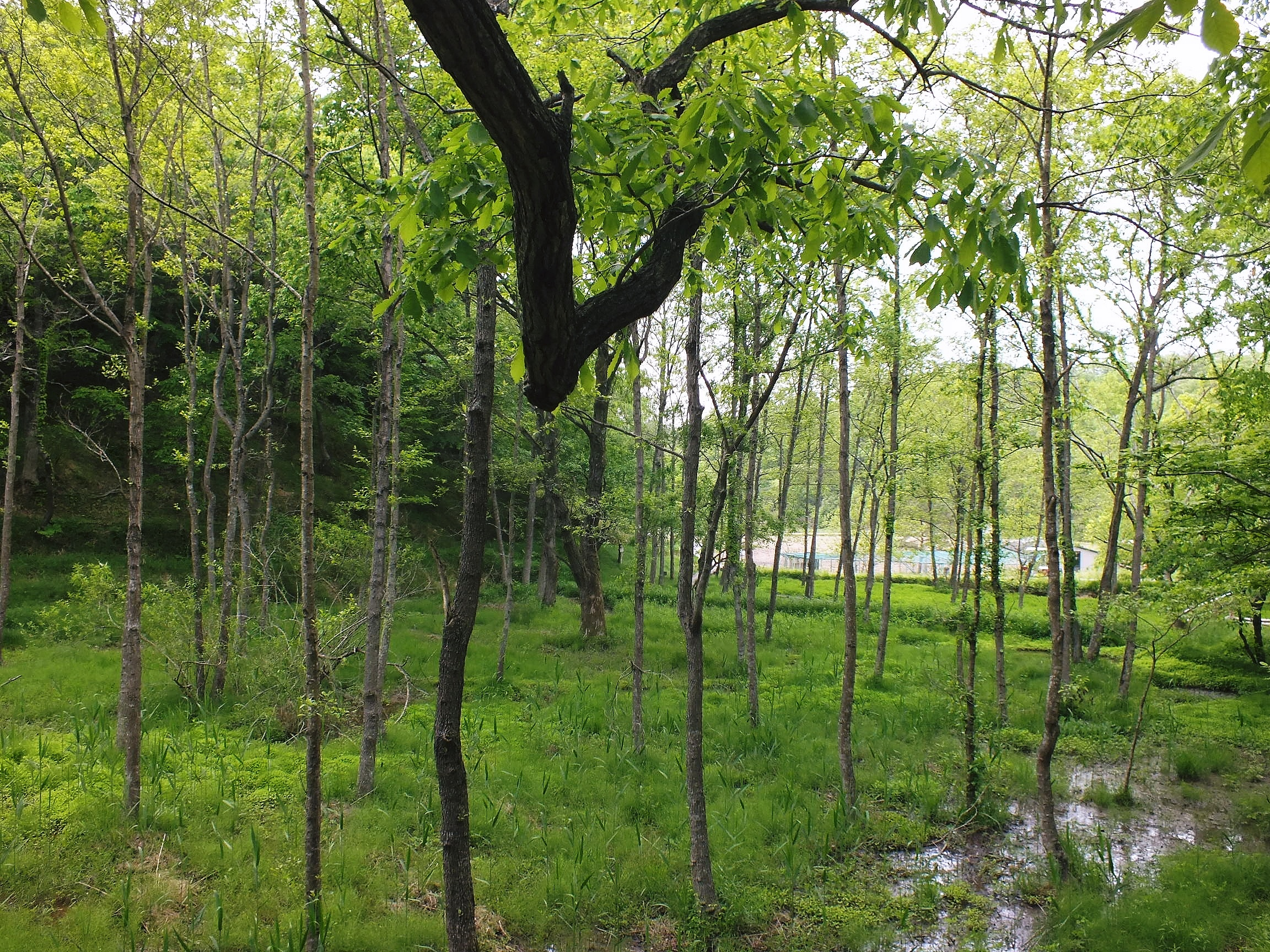
水田耕作放棄地がハンノキ林に変わった例

## 生態
根に根粒菌が共生している。低地の湿地や低山の川沿いに生え、日本では全国の山野の低地や湿地、沼に自生する。湿原のような過湿地において森林を形成する数少ない樹木。田の畔に植えられ、近年では水田耕作放棄地に繁殖する例が多く見られる。普通の樹木であれば、土壌中の水分が多いと酸欠状態になり生きられないが、ハンノキは耐水性を獲得したことで湿地でも生き残ることができる。
耕作放棄地に植えて観察した事例ではコウモリガ食害による被害が大きかったといい、草本植物があまり繁茂しない場所の方が病害虫的にハンノキの成長に有利だと見られている。
葉は ミドリシジミやハンノキハムシの食草になる。
釧路湿原では土砂の流入や富栄養化によってハンノキ林が拡大しており、他の植生への影響が懸念されている。

## 分布
東アジア地域。日本のほぼ全国、台湾、中国大陸、朝鮮半島、シベリアにかけて分布する。

## 人間との関係

### 木材
根腐れや根が浅いことでの風倒木による枯死によって他の樹木が育ちにくい水田地帯でもハンノキやヤナギはよく育ち、そのような地域では薪炭材や木工用として重用された。気乾比重は0.5程度、道管の配置は散孔材である。全体に黄褐色で、辺材と心材の区別は不明瞭である。
樹皮はタンニンの原料となり、材木は建築材、器具、鉛筆などに利用されている。材は軟質で、家具や器具に使われる。水田の畔に稲のはざ掛け用に植栽されている。
良質の木炭の材料となるために、以前にはさかんに伐採された。材に油分が含まれ生木でもよく燃えるため、北陸地方では火葬の薪に使用された。葉の中には、根粒菌からもらった窒素を多く含んでいて、そのまま葉が散るため、葉の肥料木としても重要である。

### 防災・風致
挿し木でもよく発根することから、沢沿いでの土石流跡地や湧水が出る斜面崩壊地の復旧として植栽されることがある。ハンノキ類の中でも萌芽能力などに差があることから適切な種を選ぶ必要があることが指摘されている。
しばしば公園樹として、公園の池のそばに植えられる。かつてのワサビ田では遮光用として田の中や周囲にハンノキを植えたという。

### 薬用
樹皮や果実は、褐色の染料として有効に使われている。また、抗菌作用があり、消臭効果が期待されている。ハンノキには造血作用のある成分が含まれるため漢方薬としても用いられる。

### 花粉症の原因として
1月から6月ごろまで花粉が飛散し、春の花粉症の原因となる。花粉は風媒され、花粉症の原因物質の一つとなることが報告されている。東京での調査の結果、ハンノキの花粉飛散量はスギに比べ著しく少ないにも関わらず、抗体陽性率が高いという。カバノキ科ではシラカンバの花粉症も有名であり、この病気の患者はしばしばリンゴなどの果物でもアレルギー症状が出ることが知られている。ハンノキ花粉症でも同じ症状が見られるという。

## 分類学上の位置づけ
品種
- エゾハンノキ（別名：ヤチハンノキ、学名: Alnus japonica (Thunb.) Steud. f. arguta (Regel) H.Ohba）[26]
  - （シノニム: Alnus japonica (Thunb.) Steud. var. arguta (Regel) Callier[27]）
- ケハンノキ（別名：ヒロハケハンノキ、学名: Alnus japonica (Thunb.) Steud. f. koreana (Callier) H.Ohba）[28]
  - （シノニム: Alnus japonica Siebold et Zucc. var. rufa Nakai[29]、Alnus japonica (Thunb.) Steud. var. koreana Callier[30]）

変種
- タイワンハンノキ（学名: Alnus japonica (Thunb.) Steud. var. formosana (Burkill) Callier）[31]
  - （シノニム: Alnus henryi C.K.Schneid.[32]、Alnus formosana (Burkill) Makino[33]）

## ハンノキ属の植物
ハンノキ属の植物には、主に川辺に生えるカワラハンノキ、川沿いの山の手や溪谷の斜面に生えるヤマハンノキやケヤマハンノキ、さらに山奥の山地の岩石が多い斜面に生えるミヤマハンノキなどがある。
- ヤマハンノキ　Alnus hirsuta Turcz. ex Rupr., 1857
- ハンノキ　A. japonica (Thunb.) Steud., 1840
- ケハンノキ　A. japonica (Thunb.) Steud. forma　koreana (Callier) H. Ohba, 2006
- ミヤマハンノキ　A. maximowiczii Callier ex C.K. Schneid., 1904
- ヒメヤシャブシ　A. pendula Matsuma, 1902
- アルダー A. rubra Bong., 1832 - 家具や楽器によく利用される。
- オオバヤシャブシ　A. sieboldiana Matsuma, 1902